# Longowal
Longowal (o Laungowal) è una città dell'India di 20.269 abitanti, situata nel distretto di Sangrur, nello stato federato del Punjab. In base al numero di abitanti la città rientra nella classe III (da 20.000 a 49.999 persone).

## Geografia fisica
La città è situata a 30° 13' 0 N e 75° 40' 60 E e ha un'altitudine di 226 m s.l.m..

## Società

### Evoluzione demografica
Al censimento del 2001 la popolazione di Longowal assommava a 20.269 persone, delle quali 11.127 maschi e 9.142 femmine. I bambini di età inferiore o uguale ai sei anni assommavano a 2.551, dei quali 1.430 maschi e 1.121 femmine. Infine, coloro che erano in grado di saper almeno leggere e scrivere erano 10.503, dei quali 6.263 maschi e 4.240 femmine.